# 南米最初の空中戦
南米最初の空中戦は、1922年にパラグアイの内戦で戦われた。政府軍と反乱軍のそれぞれがヨーロッパの戦闘機を使い、各国の空軍の退役パイロットが戦闘に参加し1922年9月5日から、航空機同士の空中戦が戦われた。
パラグアイでエウセビオ・アヤラが大統領に選ばれると元大統領、エドゥアルド・シェレールを支持する各地の軍人、Adolfo Chirife、Pedro Mendoza、Francisco Brizuelaらによる反乱が勃発した。第一次世界大戦における航空機の活躍が知られていたので、両軍は航空戦力を使おうとした。
ブエノスアイレスに住むFrancisco Cusmanichはイギリス人Sydney Stewartとともに、アームストロング・ホィットワース FK.8を持参して、アヤラ大統領に協力を申し出て、パラグアイ政府に受け入れられ、パラグアイ政府軍の最初の航空機となった。アルゼンチンに住む元イタリアの退役パイロット Nicolás Bóも アンサルド SVA.5を持ち込み、さらにアルゼンチンのパイロットたちがSPAD S.20 、SAML S.1、SVA.5、SVA.10で参加した。
アスンシオン近くのCampo Grande (Luque)に飛行機は集められ、格納庫が作られ司令部が作られ航空隊が作られた。パラグアイ政府はさらに第一次世界大戦の退役パイロットCarlos De Paoli (イタリア系パラグアイ人)、Cosimo Damiano Rizzotto (元イタリア軍パイロットでブレゲー 14 A.2を所有)、Patrick Hasset (元イギリス軍パイロット)を雇った。

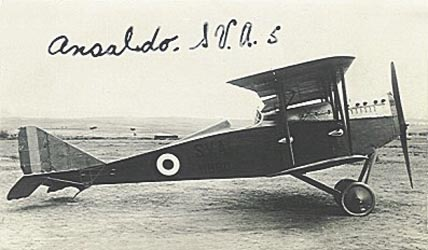
アンサルド SVA.5

反乱軍も航空機を購入しパイロットを雇い、少なくとも4機のSVA.5と2機のSVA.10を装備していた。
1922年9月5日、反乱軍のSVA.5がSalitreの政府軍のキャンプを空襲し、爆弾を投下した。HassetのSVA.5が迎撃に飛び立ち、SVA.5同士の空中戦が数分にわたって戦われた。南米で最初の空中戦となった。Hassetは何度か射撃を行ったが、反乱軍機は離脱して自軍の基地に戻った。翌日の8時半頃、反乱軍の別のSVA.5がSalitreのキャンプを襲い、爆弾を落とし、機銃掃射を行った。Hassetは再び飛び立ち迎撃した。前日のパイロットと異なり、Hassetの機に対して攻撃を加えたが、空中戦の技量に優れるHassetはは有利な位置を占めるて射撃し、敵機に多くの命中弾を与え、負傷したパイロットは損傷した機を森の中に不時着させた。